# 자동차 사고

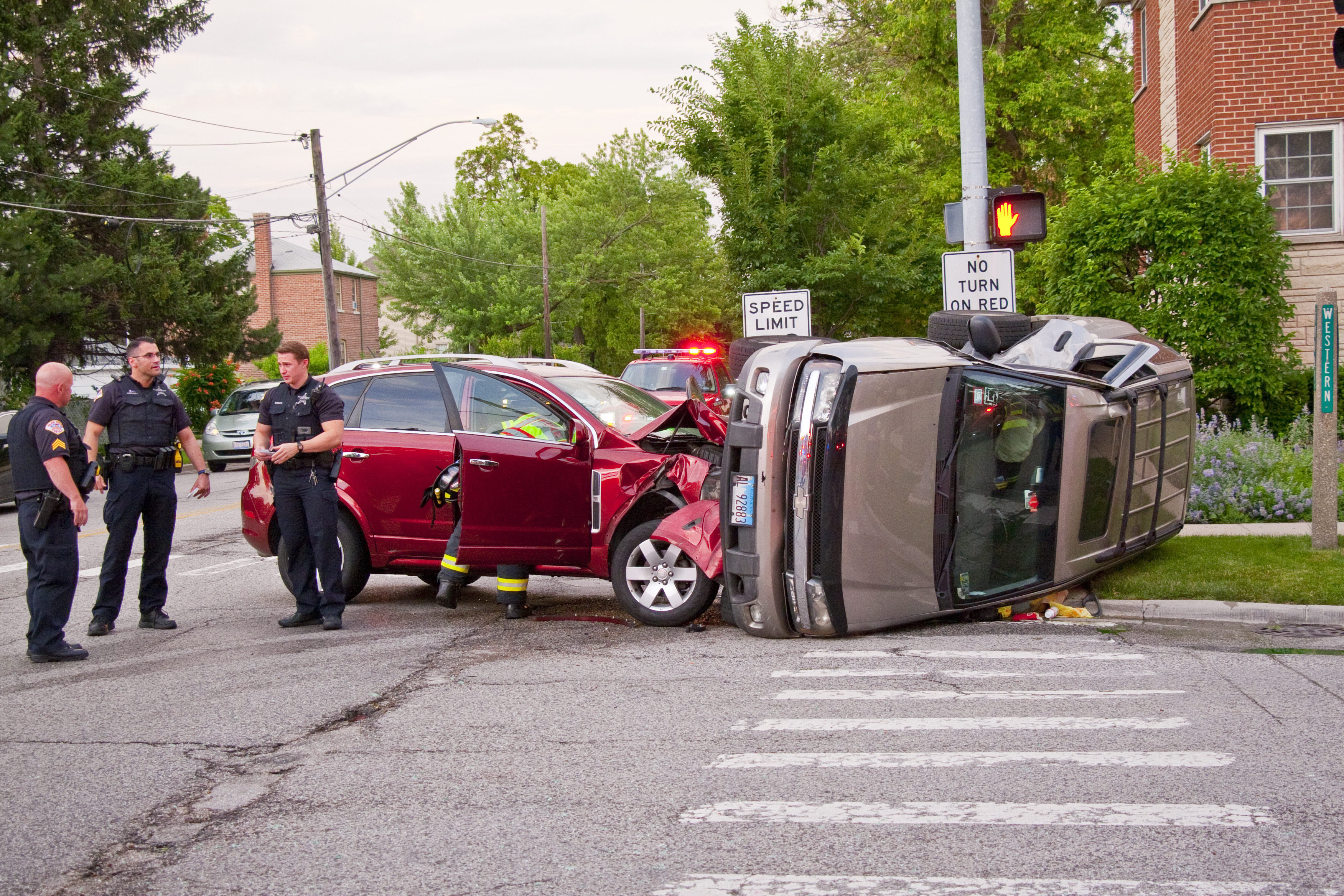
미국 시카고에서 발생한 자동차 사고

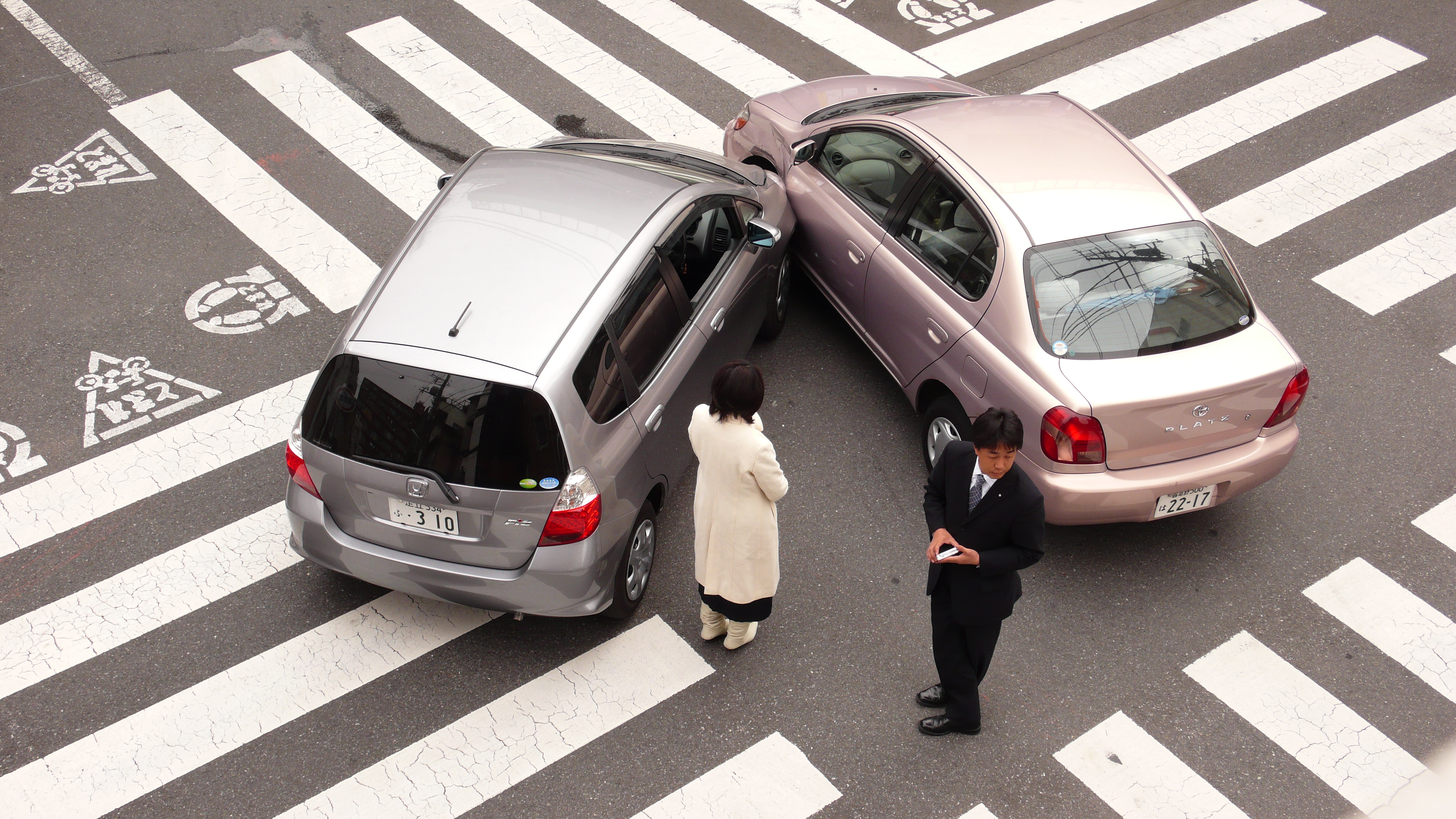
일본의 자동차 사고

자동차 사고(自動車事故)는 도로 교통에서 자동차가 장애물, 다른 차량, 사람, 동물 등을 쳐서 피해를 입히는 것을 말한다.

## 원인
사고의 원인은 다양하지만 대표적인 경우가 몇 가지 있으며 대부분 도로교통법 위반하여 사고가 나는데 대한민국 법원은 사망자가 발생해도 집행유예나 5년 이하의 단기형을 선고한다
- 도로교통법 위반: 신호 위반, 제한속도 위반, 전방주시 의무 위반,음주운전 등
- 운전자 과실: 졸음운전, 눈, 비, 안개로 인한 기상악화, 무단횡단, 엔진 급발진, 운전 미숙 등